# 馬龍 (弘治進士)
馬龍（1473年—？），字虞臣，河南衛輝府汲縣人，民籍，明朝政治人物。

## 生平
弘治八年（1495年）乙卯科河南鄉試第三十二名舉人。弘治九年（1496年）中式丙辰科會試第二百六十三名，三甲第一百一十五名進士。授保定府新城县知县。擢監察御史。

## 家族
曾祖馬禮；祖父馬整，贈府通判；父馬英，母魯氏（封安人）。具庆下。兄馬圖。